# Friedrich Amadeus Gottlieb von Raumer
Friedrich Amadeus Gottlieb von Raumer (* 18. Januar 1643 in Dessau; † 23. März 1728 ebenda) war ein deutscher anhaltischer Regierungsdirektor und Staatsminister sowie fürstlicher Gesandter.

## Leben und Wirken
Der Sohn des Dessauer Hofpredigers und Superintendenten Georg Raumer (1610–1691) und der Dorothea Elisabeth von Bergen (1619–1702) besuchte nach seiner Schulzeit in Dessau das protestantische Gymnasium illustre in Zerbst, wo er die Basis für sein späteres Studium legte. Anschließend studierte er Rechtswissenschaften und Philosophie bei Enoch Gläser und Hermann Conring an der Universität Helmstedt und bei Johann Brunnemann an der Viadrina in Frankfurt an der Oder. Im Anschluss an seine Abschlussprüfungen unternahm Raumer von 1666 bis 1669 eine dreijährige Studienreise durch Europa und es war geplant, dass er nach Inbesitznahme des Herzogtums Liegnitz durch den Kurfürsten Friedrich Wilhelm von Brandenburg dort eine Tätigkeit als Hofmeister aufnehmen sollte. Nach dem Kaiser Leopold I. das kurfürstliche Vorhaben scheitern ließ, nahm Fürst Johann Georg II. von Anhalt-Dessau, der Schwager Friedrich Wilhelms, Raumer als Geheimsekretär in seine Dienste und beförderte ihn im Jahre 1672 zum Hofrat.
Es folgten zahlreiche Reisen als Gesandter des Fürstenhauses unter anderem 1673 und 1676 an den kaiserlichen Hof nach Wien und von 1679 bis 1687 als Comitialgesandter auf den Immerwährenden Reichstag nach Regensburg. Hier fungierte er vor allem als Verbindungsmann zwischen dem Kaiser Leopold I., der vor den Türken nach Linz fliehen musste, und dem Fürsten Johann Georg II. von Anhalt, der mit seinen Truppen zur Unterstützung nach Wien eilte. Im Jahre 1687 wurde Raumer nach Dessau zurückberufen und man übertrug ihm das Amt des Regierungsdirektors und beförderte ihn zum Geheimrat.
Im Rahmen einer weiteren diplomatischen Mission im Jahr 1689 nach Augsburg und anschließend erneut nach Wien setzte sich unter anderem der amtierende Reichsvizekanzler Leopold Wilhelm von Königsegg-Rothenfels beim Kaiser dafür ein, dass mit Wirkung zum 18. Januar 1693 der Reichs- und erbländisch-österreichische Adel für Friedrich Gottlieb Raumer erneuert und bestätigt wurde. Eine zeitgleiche Ernennung zum Reichshofrat in Wien lehnte Raumer jedoch mit der Begründung ab, dass seine Arbeit in Dessau auf Grund des im gleichen Jahr erfolgten Todes von Johann Georg II. und der kriegsbedingten Abwesenheit dessen Nachfolgers und Sohnes Leopold I. von Anhalt-Dessau von der Interimsregentin Henriette Catharina von Oranien-Nassau als besonders notwendig betrachtet wurde. Der Kaiser akzeptierte diese Entscheidung und Raumer wurde nach seiner Rückkehr nach Dessau von der amtierenden Regentin zusätzlich noch mit den Aufgaben des Justizdirektors betraut und zum Geheimrat befördert.
In der Folgezeit wurde Raumer immer wieder als bevollmächtigter Minister zu wichtigen Konsultationen an fürstliche Höfe entsandt, vor allem in Vorbereitung und Abwicklung der Neugliederung der Kurfürstentümer jener Jahre. Friedrich Gottlieb Raumer führte seine ihm übertragenen Aufgaben mit äußerster Pflichterfüllung bis ins hohe Alter fort und verstarb 1728 im Alter von 85 Jahren. Seine umfangreiche Privatbibliothek vermachte Raumer bereits im Jahr 1715 dem Francisceum in Zerbst.
Ein Nachlasssplitter Friedrich Gottlieb von Raumers befindet sich heute im Gerlach-Archiv an der Universität Erlangen-Nürnberg.

## Familie
Friedrich Amadeus Gottlieb Raumer war selbst nie verheiratet und hatte keine eigenen Kinder. Dafür nahm er sich aber nach dem frühen Tod seines Bruders Ephraim Jonathan Raumer (1646–1676) und dessen Ehefrau sowie ihrer beiden Töchter infolge einer Ruhrepidemie des einzigen überlebenden Sohnes Johann Georg von Raumer an. Im Alter von fünf Jahren nahm er seinen Neffen bei sich auf, adoptierte ihn und sorgte gemeinsam mit seinem Vater Georg Raumer und seinem Bruder Theodor Christian Raumer für dessen Erziehung und Ausbildung. Später empfahl er ihn beim Fürsten als seinen Nachfolger für das Amt des anhaltischen Regierungsdirektors und sorgte durch seine persönliche Verbindung zum Kaiserhaus in Wien dafür, dass der vererbbare Adel am 15. September 1708 durch Kaiser Joseph I. auf Johann Georg übertragen, erneuert und bestätigt wurde.
Dadurch konnte die bis heute bestehende Linie der Familie von Raumer im Adelsstand fortgeführt werden, deren zahlreiche Mitglieder immer wieder herausragende Positionen vor allem in der Wissenschaft, Politik und im Militärdienst in Anhalt und Preußen innehatten.